# 慈圣光献皇后
慈聖光獻皇后（1016年—1079年11月16日），曹氏，真定靈壽（今河北靈壽）人，北宋宋仁宗趙禎第二任皇后，北宋名將曹彬的孙女。

## 生平

### 家世
祖父曹彬是後周太祖郭威時張貴妃的外甥，為北宋開國名將，歷宋太祖、宋太宗、宋真宗三朝要職。父曹玘，官至尚书虞部员外郎。弟曹佾，相傳是八仙中之曹國舅。

### 封后
明道二年（1033年），劉太后死後，宋仁宗第一任皇后郭氏便被仁宗以無子為借口廢掉，幽居長寧宮，宋仁宗原本想冊封杨太妃支持的商贾之女陈氏為皇后，卻遭到反對。於是十八歲的曹氏奉詔入宮，次年九月立為皇后。曹皇后嫁給宋仁宗之前，還有過一段短暫的婚姻；其性情賢良淑德，但或因容貌，或其他原因，並不見寵於仁宗，而仁宗對她一向疏遠冷淡；但她賢慧寬容，對仁宗寵愛的張貴妃、苗昭容和俞婕妤等嬪妃，並不妒忌。曹皇后出身將門，也非常善于自处，熟讀經史，善飛白書（書體之一），親自帶領宮嬪們在苑內種植穀物，養蠶採桑。

### 張貴妃借曹皇后車輦儀仗事件
恃仁宗盛寵的張貴妃，為了挑戰曹皇后權威，有次，張貴妃要出遊，向仁宗請求借用皇后的車輦儀仗，仁宗明白這是僭越禮制，大臣們不會善罷甘休，皇后也不會答應，便推說「你自己去借借看。」隨後曹皇后聽聞其請，許之，張貴妃大喜，仁宗一想不對，嚴厲訓誡她道：「國家的文物禮儀章法，上下是有秩序的，你用皇后的儀仗出遊，朝廷會非議的。」張貴妃聽完後，雖然不悅但也只能作罷  。可見仁宗還算睿智，較為賢明，並沒有愛屋及烏犯下縱容和教唆寵妃的又一過錯，由此更足見曹皇后的寬容和智慧。

### 坤寧宮事變
慶曆八年（1048年）正月坤寧宮事變，仁宗宿於曹皇后宮中，至半夜，一陣雜亂的響聲將他們驚醒，仁宗欲出去看看發生了什麼事，曹皇后勸說不可輕動，免遭毒手。曹皇后把內監宮人集中起來，分別把守宮門，並親手為每人剪下一綹頭髮。叛亂平亂之後，以髮為記，論功行賞取水防火。殺退了叛逆者臨危不懼，應變有方，指揮若定。

### 天子娶婦，皇后嫁女
其親外甥女高滔滔（其母為曹皇后姐），結識同庚的仁宗養子，宮中因排行呼為「十三」的趙宗實（英宗）。仁宗窺見其青梅竹馬，與皇后約：「異日必以為配」。後因仁宗有實子誕育，宗實一度出居宮外。十三、滔滔，在「天子娶婦，皇后嫁女」的鋪墊下，十五歲成婚，為一時盛事。嘉祐七年（1062），宗實終立為太子，改名曙。英宗即位，治平二年（1065）冊立高滔滔為皇后，是為宣仁圣烈皇后。

### 垂簾聽政
曹皇后正位中宮達28年，但一生未曾生育子女，仁宗雖曾有三子，但都是很早就夭折。其後因急於生子，以致縱慾過度，身體虛弱。早些年，皇后將濮安懿王趙允讓第十三子趙宗實接進宮中撫養，當時宗實四歲。嘉祐七年（1062年）八月，三十一歲的趙宗實立為皇子，賜名曙。次年(1063年)三月，仁宗駕崩，趙曙進宮即位，成為宋英宗，尊曹皇后為皇太后。英宗即位不久就生病，無法處理朝政。曹太后於內東門小殿垂簾聽政。待英宗病情好轉後，曹太后即撤簾歸政。
治平四年（1067年），英宗病逝，神宗即位，尊曹太后為太皇太后。神宗重用王安石變法，革除許多弊政。但曹太皇太后認為「祖宗法度不宜輕改」予以反對，但未被神宗採納。元豐二年（1079年），蘇軾以「烏臺詩案」下獄，都是曹太皇太后出面向神宗求情，曹氏於期間去世，神宗因太皇太后國喪從而有從輕發落之意，使得蘇軾於曹氏崩逝後兩月有餘得以免死，貶為黃州團練副使。

### 逝世
元豐二年冬天十月二十日（1079年11月16日），曹太皇太后病逝，時年六十四歲，全諡慈聖光獻皇后 ⌈爱民好与曰慈，能以仁教曰慈；通达先知曰圣，穷理尽性曰圣；和宁百姓曰光，格于上下曰光；聪明睿智曰献，博闻多能曰献⌋。次年三月與宋仁宗合葬永昭陵。

## 軼聞
- 曹皇后嫁給宋仁宗之前，還有過一段短暫的婚姻，曹皇后的第一任丈夫是京兆人李植，觀察使李士衡的孫子，從小就沉迷於求道，沒有結婚的念頭，但古代婚姻皆為父母之命，不顧他的反對，選曹皇后為妻。結婚當天，李植拜堂後入洞房，一說看見「鬼神千萬」，一說看見曹皇后相貌醜陋，嚇得翻牆逃走，出家做道士。曹皇后娘家人當即把曹皇后帶回娘家，和離解除婚姻關係。後來李植成為一代得道道士，曾在寶應僧舍牆壁上畫山水畫，被盛讚為「崑崙有名，瑤池非虛」。

- 曹皇后身边有个宫女与卫卒私通，事情泄露，曹皇后按制度判宫女死罪。宫女向宠姬张贵妃哀求免死，张贵妃向仁宗说情，仁宗答应赦免。曹皇后得知后，穿戴上正式的服饰觐见皇帝，请求依法处理有罪的宫女，并说：「不这样，无法肃清掖庭。」仁宗让她坐下，曹皇后不坐，站着坚持自己的要求，直到最后仁宗下令按宫廷规矩把宫女杀掉，靠着这种极力的谨慎，曹皇后保住自己的皇后地位，正位中宫达28年之久。

- 宋仁宗嘉祐元年中，皇帝生病，宰相至内东门小殿问候起居，皇帝从禁中跑出来，大声说：「皇后与张茂则谋大逆。」言语非常错乱。张茂则是宫中内侍，一向不受皇帝喜欢，闻言即自缢，左右解救，未遂。宰相文彦博责备他说：「天子有疾，所说的不过是病中谵语而已，你何必如此！你若是死了，将使中宫何所自容？」仍戒令他常侍皇帝左右，不得辄离。曹皇后也因言不敢到皇帝面前服侍。[5]

- 苏轼曾因诗案被逮捕到御史台的监狱里。曹氏时为太皇太后，对宋神宗说：「我曾记得仁宗皇帝策试制举人后回来高兴地说：『我今天又为子孙谋得两位太平宰相了。』正是苏轼和苏辙。你怎么可以杀了他们呢」。曹氏於詩案期間逝世，而僅月餘後神宗僅將蘇軾貶往黃州，烏台詩案就此結束。[6]

## 影视形象
2020年电视剧《清平乐》：江疏影饰演曹皇后
2018年電視劇《知否？知否？应是绿肥红瘦》：楊青飾演皇后(太后)

## 資料來源
1. ↑  《宋史》:傅，後兄也，榮州刺史，諡恭懷。
2. ↑  《宋史·后妃傳上·仁宗慈聖光獻曹皇后》張妃怙寵上僭，欲假后蓋出遊。帝使自來請，后與之，無靳色。妃喜，還以告，帝曰：「國家文物儀章，上下有秩，汝張之而出，外廷不汝置。」妃不懌而輟。
3. ↑  《宋史·后妃傳上·英宗宣仁聖烈高皇后》
4. ↑  《宋會要輯稿》 禮五八
5. ↑  《续资治通鉴长编卷一百八十二》
6. ↑  《西塘集耆旧续闻》

| 前任者： 郭皇后 | 宋朝皇后 1034年—1063年 | 繼任者： 宣仁圣烈皇后高氏 |